# Snodland
Snodland es una parroquia civil y una villa del distrito de Tonbridge and Malling, en el condado de Kent (Inglaterra).

## Geografía
Según la Oficina Nacional de Estadística británica, Snodland tiene una superficie de 8,8 km².

## Demografía
Según el censo de 2001, Snodland tenía 9329 habitantes (49,39% varones, 50,61% mujeres) y una densidad de población de 1060,11 hab/km². El 23,41% eran menores de 16 años, el 71,12% tenían entre 16 y 74 y el 5,47% eran mayores de 74. La media de edad era de 35,91 años. Del total de habitantes con 16 o más años, el 28,38% estaban solteros, el 55,42% casados y el 16,19% divorciados o viudos.
El 96,84% de los habitantes eran originarios del Reino Unido. El resto de países europeos englobaban al 1,52% de la población, mientras que el 1,64% había nacido en cualquier otro lugar. Según su grupo étnico, el 98,83% eran blancos, el 0,55% mestizos, el 0,35% asiáticos, el 0,1% negros, el 0,1% chinos y el 0,04% de cualquier otro. El cristianismo era profesado por el 75,52%, el budismo por el 0,13%, el hinduismo por el 0,08%, el judaísmo por el 0,03%, el islam por el 0,2%, el sijismo por el 0,15% y cualquier otra religión por el 0,16%. El 15,29% no eran religiosos y el 8,45% no marcaron ninguna opción en el censo.
4654 habitantes eran económicamente activos, 4487 de ellos (96,41%) empleados y 167 (3,59%) desempleados. Había 3740 hogares con residentes, 95 vacíos y 5 eran alojamientos vacacionales o segundas residencias.